# 阎立
阎立（1961年3月—），男，辽宁本溪人，中华人民共和国政治人物。中国科学技术大学无线电电子学系信息与系统专业毕业，大学学历，南京理工大学管理科学与工程专业博士研究生毕业，博士学位，高级工程师。

## 生平
1979年，在中国科学技术大学无线电电子学系信息与系统专业学习。1984年7月参加工作，任中国科学院半导体研究所半导体器件工艺研究实习员（其间：1986年7月至1987年7月任中央讲师团山东分团教师，1987年6月加入中国共产党）。1987年，任电子工业部第十四研究所地面部微波发射助理工程师、工程师、高级工程师。1995年，任电子工业部第十四研究所所长助理兼办公室副主任。1996年，任电子工业部第十四研究所所长助理兼办公室主任。1997年，任电子工业部第十四研究所副所长。1999年，任信息产业部第十四研究所副所长。
2000年，任江苏省信息产业厅厅长、党组书记（其间：2002年3月至2003年3月，挂职任中国三峡总公司办公室副主任）。2004年，任中共苏州市委副书记、代市长。2005年，任中共苏州市委副书记、市长（其间：2007年3月至2008年1月中央党校一年制中青年干部培训班学习，2008年7月南京理工大学经济管理学院管理科学与工程专业博士研究生毕业）。2008年，当选全国人大代表。
2012年2月，任中共常州市市委书记，其任内发生常州外国语学校新校区紧临的三家生产剧毒农药的化工厂原厂址因多年违法排放、填埋废水废料，致土壤和地下水重度污染，各种剧毒污染物超标数千、数万倍（据中央电视台报道，最严重样本中，土壤和地下水中的氯苯分别超标94799倍和78899倍），从而导致在校学生大面积患病的严重群体性污染事件。2017年2月，当选为江苏省政协副主席。